# Koumac
Koumac ist eine Gemeinde in der Nordprovinz in Neukaledonien. Sie liegt auf der Hauptinsel Grande Terre und einigen vorgelagerten Inseln.

## Allgemeines
Die höchste Erhebung mit 823 Metern ist der Piton de Pandop, an dem auch Bergbau betrieben wird. Koumac beherbergte die größte Chrommine Neukaledoniens. Von 1902 bis 1990 wurden über 3 Millionen Tonnen Chromit gefördert. Seit 1998 wird Nickel abgebaut.  In der Gemeinde befinden sich inmitten eines Waldes die Grottes de Koumac, zwei bereits im Eozän entstandene Karsthöhlen, die für Besucher zugänglich sind. Der Ort verfügt über einen kleinen Flughafen, ein Krankenhaus, eine Marina und über das erste gegen Haiangriffe gesicherte Meeresschwimmbad Neukaledoniens. Bürgermeister der Gemeinde ist seit 2008 der Biologe Wilfried Weiss.

## Bevölkerung
Die Melanesier stellen mit 38,3 Prozent den größten Bevölkerungsanteil, gefolgt von den Europäern mit 28,2 Prozent, den Einwohnern gemischter Ethnizität mit 22,5 Prozent und den anderen mit 11 Prozent.
| Bevölkerungsentwicklung in Koumac | Bevölkerungsentwicklung in Koumac | Bevölkerungsentwicklung in Koumac | Bevölkerungsentwicklung in Koumac | Bevölkerungsentwicklung in Koumac | Bevölkerungsentwicklung in Koumac | Bevölkerungsentwicklung in Koumac | Bevölkerungsentwicklung in Koumac | Bevölkerungsentwicklung in Koumac | Bevölkerungsentwicklung in Koumac | Bevölkerungsentwicklung in Koumac | Bevölkerungsentwicklung in Koumac |
| --------------------------------- | --------------------------------- | --------------------------------- | --------------------------------- | --------------------------------- | --------------------------------- | --------------------------------- | --------------------------------- | --------------------------------- | --------------------------------- | --------------------------------- | --------------------------------- |
| Jahr                              | 1956                              | 1963                              | 1969                              | 1976                              | 1983                              | 1989                              | 1996                              | 2004                              | 2009                              | 2014                              | 2019                              |
| Einwohner                         | 1190                              | 993                               | 1017                              | 1448                              | 1405                              | 2194                              | 2647                              | 3003                              | 3690                              | 4252                              | 3981                              |

## Persönlichkeiten
- Arnjolt Beer (* 1946), französischer Kugelstoßer
- Jonathan Kakou (* 1989), Fußballspieler